# Rio Ferdinand
Rio Gavin Ferdinand (n. 7 noiembrie 1978, Greater London, Anglia, Regatul Unit) este un fotbalist englez retras din activitate, de origine sfânt-luciană și irlandeză. Ferdinand a jucat 81 de meciuri la echipa națională de fotbal a Angliei între 1997 și 2011, reprezentând Anglia la trei Campionate Mondiale de Fotbal.
Era un jucător rapid, cu o tehnică bună și cu o mare capacitate de citire a jocului. Precum alți fundași englezi contemporani, era abil la jocul aerian. A strâns 64 de selecții în echipa națională, participând la trei turnee finale de Cupă Mondială.

## Viața
Tatăl său, Julian Ferdinand, a emigrat din Sfânta Lucia. Mama sa, Janice Lavender, este anglo-irlandeză. Părinții lui nu s-au căsătorit niciodată, și s-au despărțit pe când Rio era foarte tânăr. Are mai mulți frați și surori vitregi. Anton Ferdinand, fundașul lui West Ham United, este fratele său, în timp ce fostul internațional englez Les Ferdinand este vărul său.

### West Ham
După ce inițial stârnise interesul lui Queen's Park Rangers, Ferdinand a semnat, școlar fiind, cu West Ham United în 1992, integrându-se în sistemul de tineret al echipei. A debutat la echipă pe 5 mai 1996, ca rezervă în meciul încheiat la egalitate, 1-1, în fața celor de la Sheffield Wednesday. În sezonul 97-98, Ferdinand a câștigat premiul „Hammer of the Year” („Hammers” este porecla celor de la West Ham), la numai 20 de ani.

### Leeds United
Ferdinand s-a transferat la echipa de FA Premier League Leeds United în noiembrie 2000, pentru 18 milioane de lire sterline, pe atunci o sumă record în Marea Britanie, precum și un record mondial în ceea ce privește un fundaș. În august 2001 a devenit căpitan la Leeds.

### Manchester United

Ferdinand for Manchester United

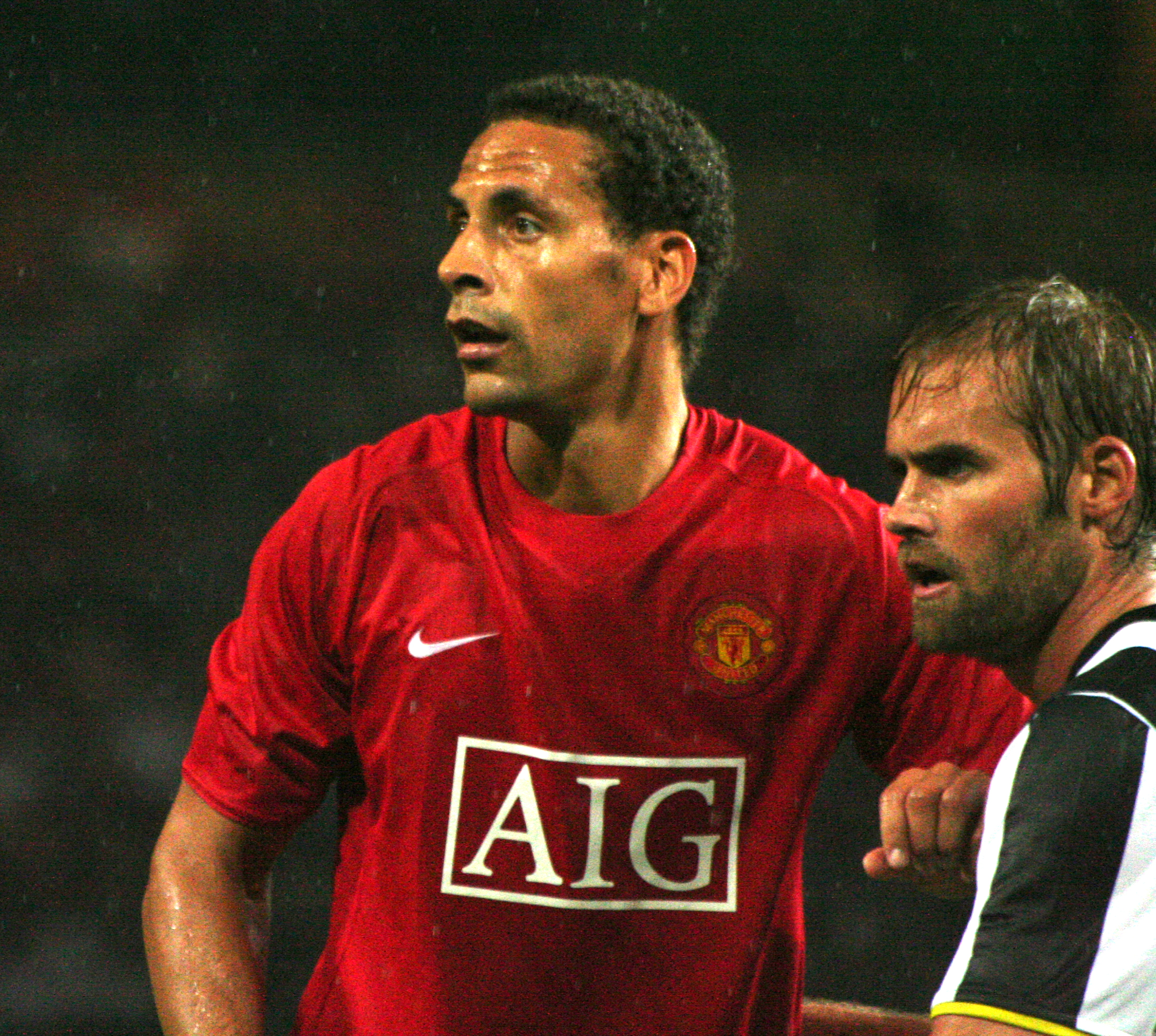
Ferdinand (alături de Olof Mellberg) într-un meci contra lui Juventus

Pe 22 iulie 2002, Ferdinand s-a transferat la Manchester United, semnând un contract pe cinci ani, devenind astfel cel mai scump fotbalist britanic din istorie, precum și stabilind din nou recordul pentru cel mai scump fundaș din lume, întrecut în 2001 de Lilian Thuram. Suma de transfer declarată de Leeds fanilor ei a fost de în jur de 30 de milioane, de plătit în rate. Mai târziu Leeds a cerut toți banii deodată pentru a ieși din criza ei financiară. Suma oficială din conturile lui Manchester United este de 33 milioane de lire sterline, dintre care Leeds a primit 30,72.
Ferdinand a câștigat titlul cu Manchester United în chiar primul sezon. A câștigat de asemenea Cupa Ligii (2006), și a fost finalist în Cupa Ligii (2003) și Cupa FA (2005).
Ferdinand poate evolua bine și ca mijlocaș defensiv.
Înainte de 14 decembrie 2005, nu marcase nici un gol pentru United, în ciuda participărilor sale la fazele fixe. A marcat în sfârșit în contra celor de la Wigan Athletic, într-un meci câștigat de United cu 4-0. A marcat apoi un gol cu capul împotriva celor de la West Bromwich Albion, și golul unei victorii în ultimul minut în fața rivalilor de la Liverpool. Avea să marcheze din nou împotriva lor pe 22 octombrie 2006. Rio și fratele său au organizat o întrecere neoficială privind numărul de goluri marcate în sezonul 2005-06, câștigată de Rio cu 3-2.
În urma evoluțiilor constant bune din campionat, Rio Ferdinand a fost ales în echipa sezonului 2006/07, alături de șapte colegi de la Manchester United.
Ferdinand a început bine sezonul 2007-2008, a făcut parte din defensiva lui United care nu a primit gol șase meciuri la rând în Premier League, până în meciul cu Aston Villa din 20 octombrie 2007. Tot în acest meci Ferdinand a înscris primul său gol al sezonului, al treilea al lui United, printr-un șut cu piciorul stâng deviat de un fundaș al lui Villa. Numai trei zile mai târziu, Ferdinand a înscris primul gol pentru United într-o competiție europeană, deschizând scorul împotriva celor de la Dinamo Kiev. Manchester United a câștigat acel meci cu 4-2.

### Cariera internațională

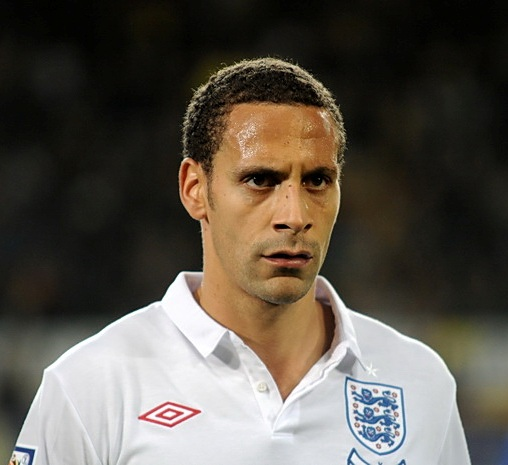
Ferdinand la naționala Angliei în 2009

Ferdinand a debutat în echipa națională într-un amical împotriva celor din Camerun, pe 15 noiembrie 1997, stabilind atunci recordul pentru cel mai tânăr fundaș din istoria naționalei Angliei - recordul a fost doborât în 2006 de Micah Richards. La 20 de ani, a fost selecționat în lotul Angliei pentru Campionatul Mondial de Fotbal 1998, ca rezervă, dar în turneele din 2002 și 2006 a fost titular. Ferdinand a jucat în 10 partide de Campionat Mondial pentru Anglia, echipa neprimind gol în șapte meciuri și încasând doar patru goluri cu el pe teren (a fost înlocuit înainte ca Henrik Larsson să marcheze pentru Suedia la Campionatul Mondial din 2006).
Cântecul Duran Duran „Rio” a fost folosit de suporterii englezi în scandări pro și contra Ferdinand; în 2002, fanul Simon Le Bon (vocalistul Duran Duran) a promis să reînregistreze una dintre scandări dacă echipa câștiga (nu a câștigat).
Ferdinand a marcat două goluri în naționala Angliei, primul în optimile Campionatului Mondial de Fotbal din 2002, împotriva Danemarcei. Cu toate acestea, unii statisticieni contestă asta, pretinzând că a fost vorba de un autogol al portarului danez Thomas Sørensen. Celălalt gol a fost un gol marcat din apropiere, în cadrul meciului de calificare pentru Euro 2008 împotriva Rusiei, disputat pe 12 septembrie 2007 pe Wembley.

## Controverse
În 2003 nu s-a prezentat la un test antidopping, pretinzând că a uitat fiindcă era ocupat cu mutarea în altă casă. Ferdinand a fost suspendat pentru că a ratat testul. Asociația de Fotbal l-a suspendat timp de opt luni, începând cu ianuarie 2004, la nivel de club și internațional, Ferdinand primind și o amendă de 50.000 de lire sterline. Această suspendare a însemnat și ratarea Euro 2004. Apelurile lui Manchester United pentru a reduce suspendarea nu au avut succes. John Terry l-a înlocuit pe Ferdinand în centrul defensivei engleze, până la întoarcerea acestuia, pe 9 octombrie 2004, într-un meci de calificări împotriva Țării Galilor.
Povestea suspendării lui Ferdinand a declanșat o dezbatere privind măsurile ce ar trebui luate în cazuri de dopaj. Unul dintre motivele invocate de Manchester United pentru a reduce suspendarea a fost un caz similar, în care un jucător al lui Manchester City care nu participase la un test antidopping a primit doar o amendă de 2.000 de lire sterline. Cu toate acestea, cazul lui Ferdinand era foarte diferit, deoarece acel jucător a ajuns până la urmă la test, cu o întârziere de două ore. Câteva sezoane mai devreme, mijlocașul lui Ipswich, Adam Tanner, primise o suspendare de trei luni după ce ratase un test antidrog, iar Adrian Mutu a primit șapte luni de suspendare și o amendă de 20.000 de lire sterline pentru consum de cocaină după scandalul cu Rio. Aceste precedente i-au determinat pe unii să considere că s-a dorit o pedeapsă exemplară în cazul lui Rio, dovadă fiind interdicția de a participa la Euro 2004.

## Goluri internaționale
| # | Data               | Stadion                             | Oponent   | Scor | Rezultat | Competiția                                             |
| - | ------------------ | ----------------------------------- | --------- | ---- | -------- | ------------------------------------------------------ |
| 1 | 15 iunie 2002      | Stadionul Niigata, Niigata, Japonia | Danemarca | 0–1  | 0–3      | Campionatul Mondial de Fotbal 2002                     |
| 2 | 12 septembrie 2007 | Wembley Stadium, Londra, Anglia     | Rusia     | 1–0  | 3–0      | Preliminariile Campionatului European de Fotbal 2008   |
| 3 | 11 octombrie 2008  | Wembley Stadium, Londra, Anglia     | Kazahstan | 1–0  | 5–1      | Calificările pentru Campionatul Mondial de Fotbal 2010 |

## Statistici

### Club
| Club               | Sezon         | Campionat | Campionat | Cupă    | Cupă   | Cupa Ligii | Cupa Ligii | Europa  | Europa | Altele  | Altele | Total   | Total  |
| Club               | Sezon         | Meciuri   | Goluri    | Meciuri | Goluri | Meciuri    | Goluri     | Meciuri | Goluri | Meciuri | Goluri | Meciuri | Goluri |
| ------------------ | ------------- | --------- | --------- | ------- | ------ | ---------- | ---------- | ------- | ------ | ------- | ------ | ------- | ------ |
| West Ham United    | 1995–96       | 1         | 0         | 0       | 0      | 0          | 0          | –       | –      | –       | –      | 1       | 0      |
| West Ham United    | 1996–97       | 15        | 2         | 1       | 0      | 1          | 0          | –       | –      | –       | –      | 17      | 2      |
| Bournemouth (loan) | 1996–97       | 10        | 0         | 0       | 0      | 0          | 0          | –       | –      | 1       | 0      | 11      | 0      |
| West Ham United    | 1997–98       | 35        | 0         | 6       | 0      | 5          | 0          | –       | –      | –       | –      | 46      | 0      |
| West Ham United    | 1998–99       | 31        | 0         | 1       | 0      | 1          | 0          | –       | –      | –       | –      | 33      | 0      |
| West Ham United    | 1999–2000     | 33        | 0         | 1       | 0      | 3          | 0          | 3       | 0      | 6       | 0      | 46      | 0      |
| West Ham United    | 2000–01       | 12        | 0         | 0       | 0      | 2          | 0          | –       | –      | –       | –      | 14      | 0      |
| West Ham United    | Total         | 127       | 2         | 9       | 0      | 12         | 0          | 3       | 0      | 6       | 0      | 157     | 2      |
| Leeds United       | 2000–01       | 23        | 2         | 2       | 0      | 0          | 0          | 7       | 1      | –       | –      | 32      | 3      |
| Leeds United       | 2001–02       | 31        | 0         | 1       | 0      | 2          | 0          | 7       | 0      | –       | –      | 41      | 0      |
| Leeds United       | Total         | 54        | 2         | 3       | 0      | 2          | 0          | 14      | 1      | 0       | 0      | 73      | 3      |
| Manchester United  | 2002–03       | 28        | 0         | 3       | 0      | 4          | 0          | 11      | 0      | –       | –      | 46      | 0      |
| Manchester United  | 2003–04       | 20        | 0         | 0       | 0      | 0          | 0          | 6       | 0      | 1       | 0      | 27      | 0      |
| Manchester United  | 2004–05       | 31        | 0         | 5       | 0      | 1          | 0          | 5       | 0      | 0       | 0      | 42      | 0      |
| Manchester United  | 2005–06       | 37        | 3         | 2       | 0      | 5          | 0          | 8       | 0      | –       | –      | 52      | 3      |
| Manchester United  | 2006–07       | 33        | 1         | 7       | 0      | 0          | 0          | 9       | 0      | –       | –      | 49      | 1      |
| Manchester United  | 2007–08       | 35        | 2         | 4       | 0      | 0          | 0          | 11      | 1      | 1       | 0      | 51      | 3      |
| Manchester United  | 2008–09       | 24        | 0         | 3       | 0      | 1          | 0          | 11      | 0      | 4       | 0      | 43      | 0      |
| Manchester United  | 2009–10       | 13        | 0         | 0       | 0      | 1          | 0          | 6       | 0      | 1       | 0      | 21      | 0      |
| Manchester United  | 2010–11       | 19        | 0         | 2       | 0      | 1          | 0          | 7       | 0      | 0       | 0      | 29      | 0      |
| Manchester United  | 2011–12       | 30        | 0         | 1       | 0      | 0          | 0          | 6       | 0      | 1       | 0      | 38      | 0      |
| Manchester United  | 2012–13       | 28        | 1         | 2       | 0      | 0          | 0          | 4       | 0      | –       | –      | 34      | 1      |
| Manchester United  | 2013–14       | 14        | 0         | 1       | 0      | 1          | 0          | 7       | 0      | 0       | 0      | 23      | 0      |
| Manchester United  | Total         | 312       | 7         | 30      | 0      | 15         | 0          | 92      | 1      | 8       | 0      | 455     | 8      |
| Total carieră      | Total carieră | 503       | 11        | 42      | 0      | 29         | 0          | 109     | 2      | 15      | 0      | 696     | 13     |

Actualizat șa 11 iulie 2014

### Internațional
| Anglia | Anglia  | Anglia |
| An     | Meciuri | Goluri |
| ------ | ------- | ------ |
| 1997   | 1       | 0      |
| 1998   | 4       | 0      |
| 1999   | 3       | 0      |
| 2000   | 2       | 0      |
| 2001   | 9       | 0      |
| 2002   | 9       | 1      |
| 2003   | 5       | 0      |
| 2004   | 3       | 0      |
| 2005   | 8       | 0      |
| 2006   | 12      | 0      |
| 2007   | 8       | 1      |
| 2008   | 8       | 1      |
| 2009   | 4       | 0      |
| 2010   | 4       | 0      |
| 2011   | 1       | 0      |
| Total  | 81      | 3      |

Actualizat la 16 iulie 2014

## Palmares

### Club
Manchester United
- Premier League (6): 2002–03, 2006–07, 2007–08, 2008–09, 2010–11, 2012–13
- FA Cup (1): 2003–04
- Football League Cup (2): 2005–06, 2008–09
- FA Community Shield (5): 2003, 2007, 2008, 2011, 2013
- UEFA Champions League (1): 2007–08
- FIFA Club World Cup (1): 2008

### Individual
- Hammer of the Year (1): 1997–98
- Premier League PFA Team of the Year (6): 2001–02, 2004–05, 2006–07, 2007–08, 2008–09, 2012–13
- Jucătorul lunii în Premier League (1): octombrie 2001
- ESM Team of the Year (1): 2007–08
- FIFA World XI (1): 2007–08
- London Youth Games Hall of Fame: inclus în 2010[13]